# Catholicon (dictionnaire trilingue)
Pour les articles homonymes, voir Catholicon.
Le Catholicon (du grec Καθολικόν, « universel ») est un dictionnaire rédigé en moyen breton, moyen français et latin. Cet incunable est le premier dictionnaire de breton et le premier dictionnaire de français. C'est aussi le premier dictionnaire trilingue et le premier ouvrage trilingue paru en Occident.
Ses six mille entrées furent rédigées en 1464 par Jehan Lagadeuc, clerc (né au manoir de Mézedern dans le Trégor), et imprimées par Jehan Calvez le 5 novembre 1499 à Tréguier sur une initiative de maître Auffret Quoatqueveran, chanoine du diocèse de Tréguier.

## Présentation
L’ouvrage est terminé le 16 août 1464. Ce dictionnaire a été nommé Catholicon par analogie avec le Catholicon du dominicain Giovanni Balbi de Gênes, diffusé à partir de 1286, dont Jehan Lagadeuc s'était inspiré. Il est destiné à favoriser l'apprentissage du latin aux futurs clercs bretons entrant au collège. Les entrées sont en breton car « les Bretons, en leur très grand nombre, sont largement déficients en français », note-t-il dans le prologue.
Un manuscrit est conservé dans le fonds latin de la Bibliothèque nationale de France sous la cote « Latin 7656 ». Il est composé de 131 feuillets écrits recto-verso. Il manque environ le tiers des feuillets. Il s'agit d'une copie de l'original.

## Les éditions

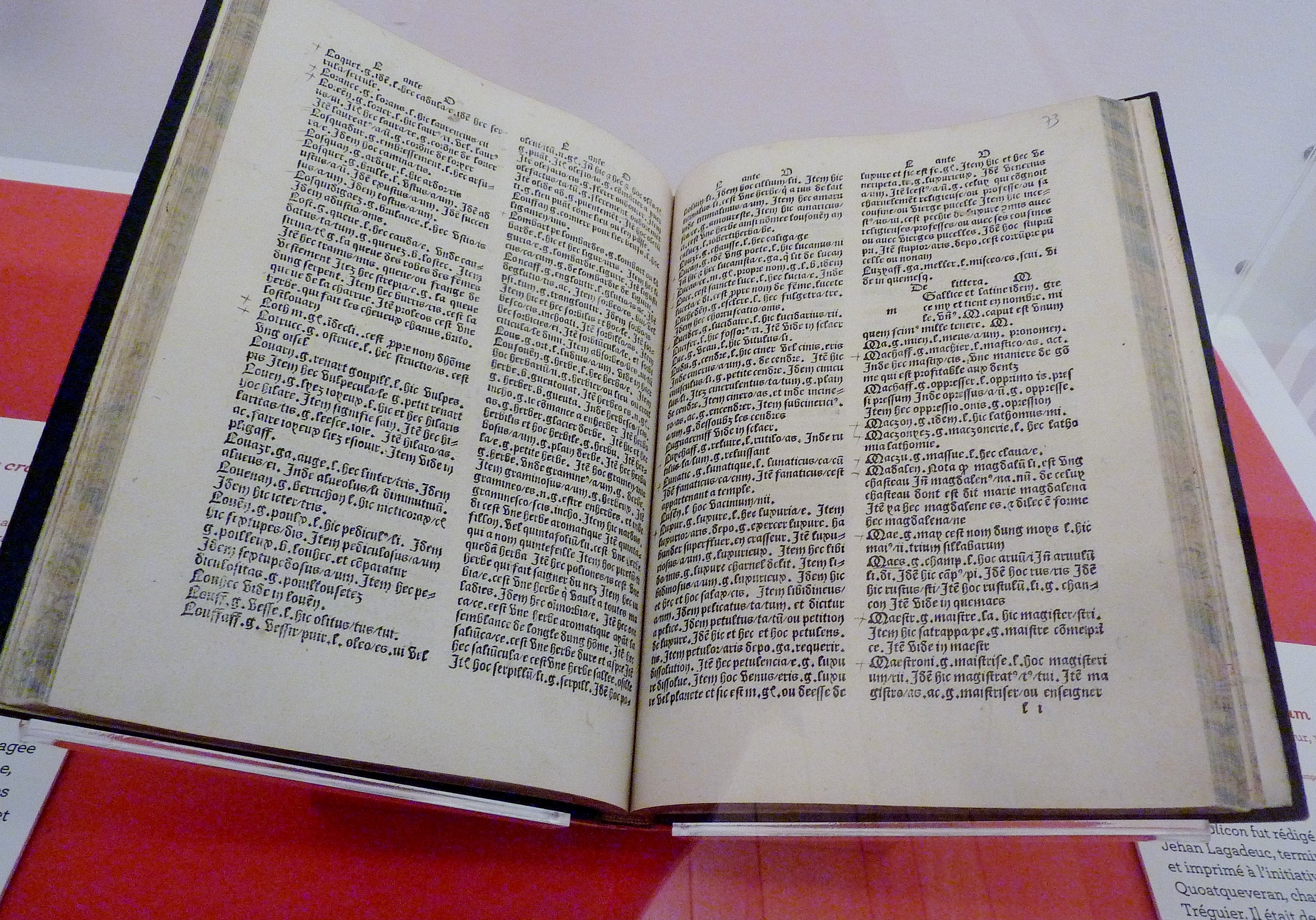
Édition de 1499.

1) 1499 (5 novembre) - Jehan Calvez, imprimeur à Tréguier, imprime pour la première fois le Catholicon breton. Ce Catholicon est un incunable, terme réservé aux ouvrages imprimés avant 1501.
2) Début du XVIe siècle, Jehan Corre, prêtre au diocèse de Tréguier, fait imprimer la 2e édition du Catholicon breton après y avoir apporté ses modifications[Lesquelles ?].
3) 1521 (31 janvier) - Yvon Quillévéré, libraire et éditeur à Paris, imprime une nouvelle version du Catholicon breton. Léonard d'origine, il fait l'éloge de la Bretagne dans son édition du Catholicon.
4) 1867 - René-François Le Men, archiviste du Finistère, donne une édition abrégée du Catholicon breton à partir de l'original détenu par la ville de Quimper (édition Jehan Calvez 1499) pour la promotion du breton et pour le faire connaître lors du Congrès celtique international qui s'est tenu à Saint-Brieuc en octobre 1867.
5) 1975 - Christian-Joseph Guyonvarc'h, Professeur honoraire de celtique à l'université Rennes-II, fait imprimer un fac-similé du Catholicon breton d'après l'original détenu par la ville de Rennes (édition Jehan Calvez, 1499). L'ouvrage de Christian-Joseph Guyonvarc'h a été réimprimé en 2005 par les éditions Armeline.
6) 1977 (5 décembre) - Jean Feutren,, réalise la translittération du Catholicon.
Cette édition est enrichie par Jean Feutren de renseignements sur l'œuvre, sur ses éditions successives et sur les différentes sources du dictionnaire. Elle est publiée en 1977 avec le prologue en latin de l'exemplaire qui a servi à l'édition de 1867 (cote BNF 7656) et la traduction en français de celui-ci. L'abbé y a ajouté un petit texte personnel, L'éloge de la Bretagne par un Léonard, et un fac-similé de l'exemplaire de Quimper.
Le travail critique s'expose en deux glossaires et un apparat:
- un glossaire français dans lequel sont regroupés les mots français figurant au Catholicon qui ne se trouvent plus dans les dictionnaires contemporains ou qui ont une nouvelle acception ;
- un glossaire breton des termes non-traduits ;
- des notes accompagnant les mots du glossaire français par lesquelles est tenté d'apporter une signification aux termes qui présentent une difficulté ;
- des notes pour expliquer les mots bretons.

7) 2001 (15 septembre) - Gwennole Le Menn réécrit le Catholicon à partir de différentes versions. La version qu'il a fait imprimer est une fraction de son volumineux travail.